# فرانسيسكو بابيانو
فرانسيسكو بابيانو (مواليد 12 أبريل 1971) هو مبارز بالسيف برازيلي، مثّل بلاده في الألعاب الأولمبية الصيفية 1992.

## روابط خارجية
فرانسيسكو بابيانو على موقع أوليمبيديا (الإنجليزية)